# Летучая мышь (оперетта)
«Лету́чая мышь» (нем. Die Fledermaus) — оперетта австрийского композитора Иоганна Штрауса. Немецкое либретто Карла Хаффнера и Рихарда Жене на основе фарса немецкого драматурга Юлиуса Родериха Бенедикса «Тюремное заключение» и водевиля французских авторов Анри Мельяка и Людовика Галеви «Новогодний вечер» (фр. Le réveillon). Премьера состоялась 5 апреля 1874 года в театре «Ан дер Вин».

## История создания
В 1872 году венский театр «Ан дер Вин» взвешивал возможность постановки французского водевиля Анри Мельяка и Людовика Галеви «Новогодний вечер». В конце концов директор театра М. Штейнер отказался от этой мысли, тем более что сюжет Мельяка и Галеви представлял собой переделку шедшего ранее фарса Ю. Р. Бенедикса «Тюремное заключение». Не нашедший применения черновой текст директор предложил Иоганну Штраусу в качестве либретто новой оперетты «Летучая мышь».
Весёлый, остроумный, праздничный дух либретто понравился Штраусу, и вся партитура была закончена им за 6 недель, уже 5 апреля 1874 года состоялась премьера. Поначалу «Летучая мышь» большой популярности не имела, но тем не менее не сходила с репертуара венских театров. Спустя 3 года переделанная версия (под названием «Цыганка») завоевала оглушительный успех в Париже, затем оперетту начали ставить повсюду, включая Австралию и Индию. Окончательный триумфальный успех пришёл спустя 20 лет, после появления новой редакции (Густав Малер, Гамбург).

## Действующие лица
| Генрих фон Айзенштайн                          | тенор                                                      |
| Розалинда, его жена                            | сопрано                                                    |
| Адель, горничная Розалинды                     | сопрано                                                    |
| Ида, её сестра                                 | сопрано                                                    |
| Альфред, учитель пения                         | тенор                                                      |
| Доктор Фальк, нотариус                         | баритон                                                    |
| Доктор Блинд, адвокат                          | тенор                                                      |
| Франк, директор тюрьмы                         | баритон                                                    |
| Князь Орловский                                | меццо-сопрано (в оригинале женская партия), иногда баритон |
| Иван, слуга князя                              | разговорная роль                                           |
| Фрош, тюремный сторож                          | разговорная роль                                           |
| Гости и слуги на балу у князя Орловского (хор) |                                                            |

## Либретто

### Действие первое. В доме Айзенштайна
Под окном дома влюблённый в Розалинду учитель пения Альфред поёт серенаду. Но его слышит лишь горничная Адель, которая со смехом разочаровывает влюблённого. Она читает письмо от своей сестры Иды. Та приглашает Адель принять участие в бале у знаменитого мецената князя Орловского. Адель в восторге — она мечтает стать актрисой, а князь известен своим покровительством театральному искусству. Входит Розалинда. Адель делает грустное лицо. Сегодня вечером ей необходимо отлучиться — тяжело заболела её любимая тётя. Розалинда согласна. С улицы её окликает Альфред. Но Розалинда непреклонна — она верна своему мужу.
Появляется разъярённый Айзенштайн в сопровождении адвоката Блинда. Из-за бездарности последнего он проиграл судебный процесс и теперь должен провести 8 дней в тюрьме из-за ссоры с офицером. Между Айзенштайном и Блиндом происходит бурное объяснение. Блинд уходит. Адель докладывает о приходе нотариуса Фалька, друга Айзенштайна. Фальк приглашает Айзенштайна на бал к князю Орловскому. Там будет весело. Розалинде он предлагает сказать, что Айзенштайн идёт в тюрьму, а на самом деле в тюрьму поехать утром — после бала. Айзенштайн соглашается. С притворной грустью он прощается с женой и уходит. Вслед за ним уходит и Адель.
Розалинда остаётся в доме одна. Внезапно появляется Альфред. Он пришёл, чтобы ещё раз сказать о своей любви. В разгар объяснения приходит директор тюрьмы Франк. Он приехал, чтобы забрать Айзенштайна в тюрьму. Увидев Розалинду наедине с Альфредом, он принимает последнего за Айзенштайна. Чтобы не скомпрометировать Розалинду, Альфред признаёт себя Айзенштайном и вместе с Франком отправляется в тюрьму.

### Действие второе. Зал во дворце князя Орловского
Гости поют и танцуют. Хозяин дома миллионер князь Орловский скучает. Уже давно его ничто не может развеселить. Фальк обещает устроить сегодня такое развлечение, которое даже у князя вызовет улыбку. Появляются Ида и Адель. Фальк представляет Адель присутствующим как знаменитую в России актрису Ольгу. Входит Айзенштайн, и Фальк представляет его как французского маркиза Ренара. Айзенштайн сразу же попадает в глупое положение, заявив, что он узнал Адель, свою горничную. Князь и все гости возмущены — ведь это известная русская актриса. Приехавшего директора тюрьмы Франка Фальк представляет как французского шевалье Шагри (в другом переводе: Шагрена). Кроме того, Фальк приготовил гостям ещё один сюрприз — это таинственная венгерская графиня, которая прибудет в маске.
Появляется графиня. Это Розалинда, которая тоже получила приглашение на бал от Фалька вместе с венгерским костюмом. Розалинда возмущена, когда ей представляют Айзенштайна, Франка и Адель под вымышленными именами, но не показывает этого. Айзенштайн признаётся прекрасной незнакомке в любви. Розалинда отказывается снять маску, заявив, что он узнает её по своим часам, которые она забирает у Айзенштайна на память. Чтобы доказать, что она действительно венгерка, Розалинда поёт и танцует венгерский чардаш. Айзенштайн в восторге от нового любовного приключения. Он решает развеселить гостей анекдотом из жизни нотариуса Фалька: в прошлом году после маскарада в опере Фальк так напился, что не мог идти, и тогда Айзенштайн уложил его спать на центральной площади на скамейке. Самое смешное, что Фальк был в костюме летучей мыши, и когда, проснувшись утром, он шёл домой, все жители смеялись над ним. Рассказ Айзенштайна слушают князь Орловский и Фальк. «Теперь вам понятна цель моих действий, — говорит Фальк, — это месть за унижение летучей мыши». Тем временем бал подходит к концу. Гости поют общую песню.

### Действие третье. В тюрьме
Покой тюремного сторожа Фроша нарушает Альфред, который в своей камере поёт арии из различных опер. Наступает утро. Возвращается Франк, который спрашивает Фроша о том, как прошла ночь в тюрьме. Внезапно появляются Ида и Адель. Они продолжают разыгрывать Франка, делая вид, что принимают его за француза. Адель, выдающая себя за русскую актрису, демонстрирует своё искусство. Затем, услышав, что кто-то идёт, Франк прячет Адель и Иду в одной из камер. Приезжает Айзенштайн, которого Франк считает маркизом Ренаром. Аналогичным образом Айзенштайн продолжает принимать Франка за шевалье Шагри.
В тюрьму прибывает адвокат Блинд. Он добился пересмотра решения суда, и Айзенштайна должны освободить. Фрош выпускает из камеры Альфреда. Появляется Розалинда. Между нею и Айзенштайном происходит бурное объяснение. Айзенштайн требует объяснить, каким образом Альфред оказался в тюрьме под его именем. В ответ Розалинда показывает мужу его собственные часы, которые он подарил таинственной венгерке. Айзенштайн уличён в неверности. Франк выпускает из камеры Иду и Адель. Появляются князь Орловский и Фальк. Орловский обещает способствовать поступлению Адели на сцену и благодарит Фалька. Он давно так не веселился, как в этот раз. Фальк также доволен — месть летучей мыши свершилась — Айзенштайн выставлен в глупом свете перед всем обществом. Розалинда прощает мужа. Все поют финальную песню.

## Музыкальные номера
УВЕРТЮРА

ПЕРВЫЙ АКТ
1. Дуэт Адели и Альфреда (Taeubchen, das entflattert ist)
2. Ария Адели (Hahahaha!)
3. Трио Розалинды, Айзенштайна и адвоката (Nein, mit solchen Advokaten)
4. Дуэт Фалька и Айзенштайна (Komm mit mir zum Souper)
5. Трио Розалинды, Айзенштайна и Адели (So muss allein ich bleiben)
6. Трио Розалинды, Альфреда и Франка (Trinke, Liebchen, trinke schnell)

ВТОРОЙ АКТ
1. Ансамбль гостей (Ein Souper heut' uns winkt)
2. Дуэт Орловского и Айзенштайна (Ich lade gern mir Gäste ein)
3. Ансамбль (Ach, meine Herren und Damen)
4. Куплеты Адели (Mein Herr Marquis, ein Mann wie Sie)
5. Хор (Wie fliehen schnell die Stunden fort)
6. Дуэт Розалинды и Айзенштайна с часами (Dieser Anstand, so manierlich)
7. Песня Розалинды о родине (Klaenge der Heimat!)
8. Ансамбль (Im Feuerstorm der Reben)
9. Ансамбль (Herr Chevalier, ich grüsse Sie!)
10. Ансамбль (Genug damit, genug!)
11. Антракт

ТРЕТИЙ АКТ
1. Ария Франка (Hahaha, da bin ich wieder in meinem Palais)
2. Ария Адели (Spiel' ich die Unschuld vom Lande)
3. Трио Розалинды, Айзенштайна и Альфреда (Ich stehe von Zagen)
4. Финал (O Fledermaus, o Fledermaus)

УВЕРТЮРА

ПЕРВЫЙ АКТ
1. Пташка моя (Альфред).
2. Что всё это означает (Адель).
3. Ты не прав, как всегда (Фальк, Айзенштайн).
4. О, как тяжёл прощанья час (Розалинда, Айзенштайн).
5. К нам в окно стучит весна (Альфред, Розалинда).
6. Ночной халат, стакан вина (Франк, Альфред, Розалинда).
7. Ну что ж, сомнений больше нет (Франк, Альфред, Розалинда).

ВТОРОЙ АКТ
1. Вальс
2. Тост (князь Орловский)
3. Шутить я над собой не дам (Адель, хор гостей).
4. Вы прекрасны (Айзенштайн, Розалинда).
5. Сердце, ты снова огнём любви объято (Розалинда).
6. Свой бокал каждый пусть полней нальёт (Фальк, Айзенштайн, Розалинда, хор гостей).
7. Танец волшебный (хор гостей, Айзенштайн, Розалинда, Фальк, Франк).

ТРЕТИЙ АКТ
1. Милый друг мой (Айзенштайн, Розалинда).
2. Финал (хор).

## Дискография

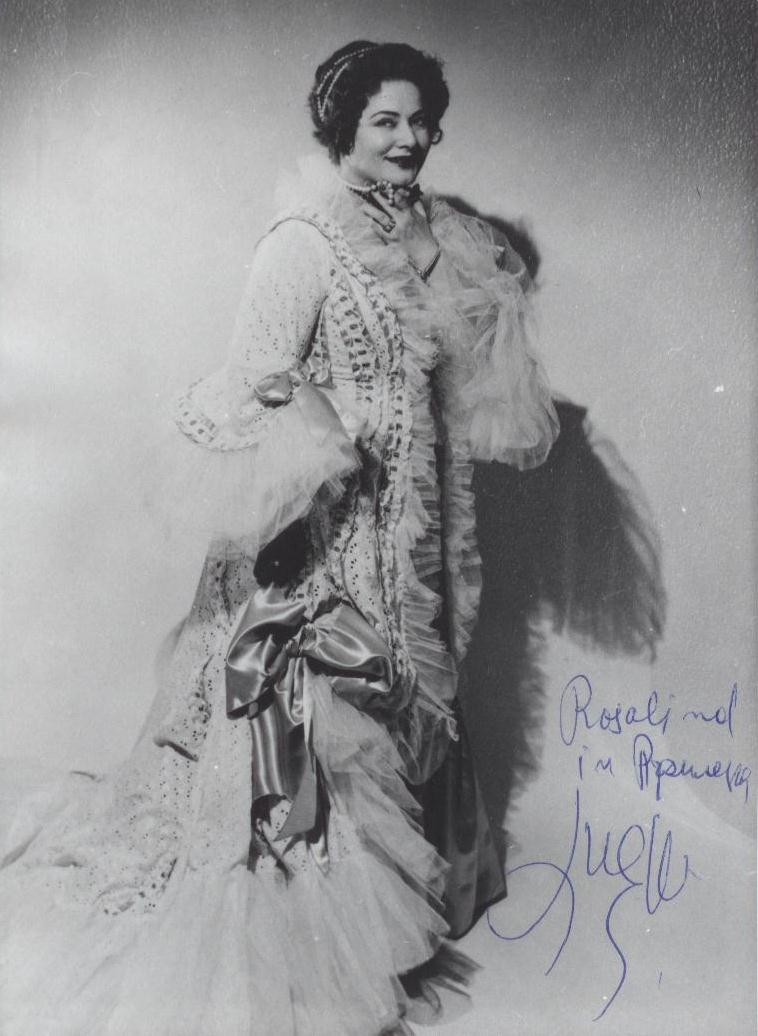
Люба Велич в роли Розалинды (1940-е годы)

- Штраус И. Летучая мышь. Л. Андергаст, Э. Лоозе, О. Левко-Антош, Ф. Ливер, А. Дермота, Э. Кунц. Дирижёр Макс Шонхерр. Венское радио 1946
- Штраус И. Летучая мышь (англ.). Л. Понс, Л. Велич, М. Липтон, Р. Такер, Ч. Кульман, Дж. Браунли. Дирижёр Ю. Орманди / COLUMBIA 1950
- Штраус И. Летучая мышь (рус.). Г. Сахарова (О. Викландт), К. Рачевская (Н. Ткачёва), Л. Неверов, М. Щавинский (В. Зельдин), В. Захаров (Р. Плятт), М. Петров (Б. Петкер), Г. Ярон. Дирижёр С. Самосуд. Всесоюзное радио 1953
- Штраус И. Летучая мышь. Э. Шварцкопф, Р. Штрайх, Н. Гедда, Э. Кунц. Дирижёр Г. фон Караян. EMI 1955
- Штраус И. Летучая мышь (англ.). Дж. Сазерленд, Ю. Блеген, Ю. Туранжо, Р. Ульфунг. Дирижёр Р. Бонинг. Сан-Франциско 14.9.1973
- Штраус И. Летучая мышь. Ю. Варади, Л. Попп, Р. Колло, Г. Прей, И. Реброфф (Х. Рипперт), Б. Вайкль. Дирижёр К. Клайбер. DG 1975
- Штраус И. Летучая мышь. Е. Борисевич, Е. Устинова, Ю. Герцева, К. Котельников, Н. Копылов, А. Подольхов, К. Акопов. Дирижёр А. Аниханов. Петербург, Театр оперы и балета им. Мусоргского 1998

## Концертные исполнения
«Летучая мышь» также исполняется в концерте. В России концертные исполнения оперетты силами артистов Венской народной оперы (Wiener Volksoper) и Оркестра Иоганна Штрауса состоялись в Москве, в декабре 2012 и 2014 гг. (речевые партии — на русском языке, вокальные партии — на немецком языке).

## Экранизации
Оперетта экранизировалась в разных странах около 20 раз, начиная с 1917 года (первые киноверсии были немыми).
- 1946 — «Die Fledermaus», реж. Геза фон Болвари (Géza von Bolváry) (Германия)
- 1955 — «О, Розалинда…», реж. М. Пауэлл, Э. Прессбургер (Великобритания)
- 1962 — «Die Fledermaus», реж. Геза фон Циффра (Géza von Cziffra) (Австрия)
- 1979 — «Летучая мышь», реж. Я. Фрид (СССР)
- 2004 — «Летучая мышь», реж. О. Байрак (Украина)

На основе оперетты был поставлен бродвейский мюзикл «Розалинда» (1942).

## В астрономии
- В честь персонажа оперетты Адели назван астероид (812) Адель, открытый в 1915 году
- В честь персонажа оперетты Розалинды назван астероид (900) Розалинда, открытый в 1918 году российским астрономом Сергеем Белявским в Симеизской обсерватории[2].